# Eaton Rapids
Eaton Rapids is een plaats (city) in de Amerikaanse staat Michigan, en valt bestuurlijk gezien onder Eaton County.

## Demografie
Bij de volkstelling in 2000 werd het aantal inwoners vastgesteld op 5330.
In 2006 is het aantal inwoners door het United States Census Bureau geschat op 5318, een daling van 12 (-0,2%).

## Geografie
Volgens het United States Census Bureau beslaat de plaats een oppervlakte van
9,1 km², waarvan 8,8 km² land en 0,3 km² water. Eaton Rapids ligt op ongeveer 265 m boven zeeniveau.

## Plaatsen in de nabije omgeving
De onderstaande figuur toont nabijgelegen plaatsen in een straal van 20 km rond Eaton Rapids.